# پهلوان گاما
غلام محمد بخش بث (۲۲ مهٔ ۱۸۷۸ – ۲۳ مهٔ ۱۹۶۰) که بیشتر با نام رستم هند و نام رینگی گاما بزرگ شناخته شده، یک کشتی‌گیر پهلوانی بود. در سرآغاز قرن بیستم (میلادی)، او یک قهرمان بدون شکست کشتی در جهان بود.